# Parti république du Québec
Le Parti république du Québec est un parti politique conservateur québécois qui prône la souveraineté du Québec.  Il fut dirigé par Gilles Paquette.
Affirmant compter alors plus de 2 000 membres, le parti fut reconnu par le Directeur général des élections du Québec (DGE) le 26 mars 2007, soit le jour même du scrutin des élections générales de 2007.  Le chef de cette nouvelle formation politique y avait participé en se présentant comme candidat indépendant dans la circonscription de Soulanges. Le 30 décembre 2009, le parti perd son autorisation auprès du DGE.

## Souveraineté du Québec
Pour le Parti République du Québec, les traces au Québec de la monarchie britannique sont la preuve qu'il s'agit d'un pays colonisé et soumis aux volontés du Canada et du Royaume-Uni.  On cite pour exemple le serment des députés à la Reine d'Angleterre, le fait que cette dernière est la chef de l'État canadien, les armoiries du Canada et le fait que la version officielle de la Constitution du Canada, le British North American Act, est disponible uniquement en anglais.  Le parti suggère donc de faire du Québec un pays souverain et de faire de ce dernier et du Canada des républiques.  Le PRQ voit dans l'indépendance nationale le moyen de protéger la Charte de la langue française contre les revers judiciaires et de protéger le droit du peuple québécois d'être soigné et éduqué en français.  Selon ce parti, la souveraineté permettra aussi au Québec d'être respecté et de s'adresser d'égal à égal avec les nations voisines.

### Méthode d'accession à l'indépendance
Contrairement au Parti québécois, principale formation politique souverainiste du Québec, les républicains s'opposent à la tenue d'un nouveau référendum sur la souveraineté, puisque le Canada selon eux n'a pas respecté les règles lors du référendum de 1995.  

« Nous ne croyons plus à un référendum. Nous ne voulons plus refaire cet exercice qui nous a humiliés chaque fois. »

Le 20 octobre 2007, le Parti République du Québec a participé à une rencontre organisée par le Rassemblement pour l'indépendance du Québec.  Étaient aussi présents deux autres organisations indépendantistes, le Parti indépendantiste, reconnu officiellement deux jours plus tôt par le Directeur général des élections, et l'Union démocratique pour l'indépendance du Québec, groupe qui aspire à former un parti politique.  La plupart des participants s'entendaient pour dire qu'il fallait réaliser la souveraineté du Québec sans référendum.  Certains ont par ailleurs critiqué les politiques menées par le passé par le Parti québécois pour faire l'indépendance.
La méthode d'accession à la souveraineté proposée par le PRQ se définit comme suit :
1. Premièrement, il y aura des « États généraux des souverainistes québécois ».
2. Deuxièmement, on modifiera le mode de scrutin afin d'y inclure la proportionnalité et on créera une carte de l'électeur.
3. Troisièmement, on mettra en place une coalition de tous les partis du Québec prônant l'indépendance.  Cette coalition aura pour mandat, si une majorité d'électeurs votent pour l'un ou l'autre de ses partis, de réaliser la souveraineté[5].
4. Quatrièmement, une fois que des députés républicains auront été élus à l'Assemblée nationale par les électeurs, le Parti République du Québec proposera un projet de constitution nationale qui sera soumise au peuple par voie de référendum.
5. Cinquièmement, si la population québécoise se prononce en faveur de l'adoption de cette constitution, cela aura pour conséquence immédiate de faire du Québec un pays indépendant.
6. Sixièmement, une fois l'indépendance proclamée, le PRQ proposera un projet d'« association confédérative » au Canada.  « Ainsi, des députés du Canada (Bloc Canada?) pourraient siéger à Québec comme le fait le Bloc québécois à Ottawa[7] ».

### Vision du Québec souverain
Un gouvernement formé par le Parti République du Québec créerait une armée québécoise et des « corps diplomatiques » avec plusieurs pays.  Le Québec libre, tel que l'imagine le parti, serait « un pays bien à nous » qui « [abolirait] les réserves indiennes » et serait « sans ghettos ethniques ».  Il serait dirigé par un Président et un Premier ministre élus.  On procéderait à la rédaction d'une Charte des droits et des devoirs.  Les élections seraient proportionnelles et à date fixe.  Il y aurait des incitatifs pour encourager le monde à aller voter.  Un Comité des sports olympiques serait institué.  Dans un autre ordre d'idée, cette formation politique défend la souveraineté nationale du Québec sur l'ensemble de son territoire, dont le Nouveau-Québec. Critiquant la décision rendue par le Conseil privé de Londres en 1927 qui retirait le Labrador au Québec, le PRQ souhaite qu'on corrige la situation en rendant au Québec le « cinquième de ce territoire côtier qui géopolitiquement, lui a toujours appartenu ».
En matière linguistique, le PRQ propose notamment la construction d'un centre hospitalier universitaire bilingue à Montréal.  Tout en critiquant Howard Galganov, un fervent opposant de la Loi 101, Gilles Paquette dit souhaiter la réconciliation avec la communauté anglophone et s'inquiéter notamment que de nombreux professionnels anglophones quittent le Québec pour des raisons linguistiques ou salariales.  Dans un autre ordre d'idée, en matière culturelle, le Parti République du Québec propose dans son programme électoral que les immigrants soient assujettis à un plan d'intégration s'étendant sur cinq ans et menant à l'obtention de la citoyenneté québécoise à la suite de la réussite d'un examen de français écrit.  Ainsi, Gille Paquette a donné son appui au projet de Loi sur l'identité québécoise déposé à l'Assemblée nationale par la cheffe du Parti québécois Pauline Marois.  Le chef du PRQ estimait que le PQ s'est inspiré des idées des tiers partis, dont du sien, afin de le rédiger.  Ce projet de loi prévoyait la création d'une citoyenneté québécoise liée au droit à l'éligibilité aux élections et dont l'obtention était conditionnelle à une connaissance suffisante de la langue française.

### Position du parti quant à l'indépendance d'autres États
Sur la scène mondiale, Monsieur Paquette a donné son appui à l'indépendance de la province serbe du Kosovo, tout en faisant un parallèle entre le combat national des Kosovars et celui des Québécois.  Toutefois, il dit s'inquiéter que l'indépendance de ce petit pays ne mène à l'exploitation économique de sa population par les pays occidentaux et y voit l'avenir du Québec si ce dernier ne corrige pas le tir.  De plus, il a appelé la minorité serbe à couper les liens avec la Serbie afin de s'intégrer au sein du nouveau pays.

## Conservatisme
Monsieur Paquette est ouvertement croyant et pratiquant et dit avoir un grand respect pour toutes les religions.  Le Parti république souhaite « un gouvernement au service de la famille ».  Le PRQ exige dans son programme qu'on accorde 12 000 $ à 13 000 $ par année aux parents au foyer pour chaque enfant ne fréquentant pas encore l'école primaire.  Il souhaite de plus qu'on encourage les femmes à ne pas se faire avorter en leur venant en aide jusqu'à la naissance de l'enfant non désiré qui serait alors mis en adoption.  Cette formation politique souhaite aussi qu'on rétablisse les « écoles de formation spécialisées dans les métiers traditionnels : plâtrier/façadier, menuisier/charpentier, machiniste/aligneur, etc. »  Toutefois, Gilles Paquette se dit en faveur de l'ordonnance de femmes à la prêtrise et souhaite que l'on accorde aux prêtres et prêtresses le droit de se marier.
Il présente sa formation politique comme étant « un parti laïc qui prône la laïcité, donc de l'exclusion de l'Église du pouvoir politique administratif et de l'organisation de l'enseignement public mais dont le chef actuel retient le bienfait pour le peuple québécois de la pleine occupation de ses églises ».  Les républicains souhaitent faire du Québec une République à la fois « laïque » et « pratiquante ».  Ainsi, on souhaite maintenir le crucifix de l'Assemblée nationale à sa place, à titre de symbole de « cette foi chrétienne [qui] après 400 ans, a su procurer la force de rassembler et de tenir ce peuple francophone unique en Amérique ».  Le Parti République du Québec estime néanmoins que les individus doivent demeurer discrets par rapport à leurs croyances religieuses lorsqu'ils sont à l'extérieur des lieux de culte.

« Prenez en exemple la nature sauvage ; lorsqu'une biche pénètre en forêt nouvelle, elle aura tôt fait de s'adapter et de s'y harmoniser sans trop faire de bruit pour ne pas attirer les prédateurs possibles qui sont à l'affût... Elle doit se fondre en ce nouvel environnement et s'adapter à y vivre en symbiose pour assurer sa survie et celle de sa progéniture... »

Comparant le Québec au Rest of Canada (ROC), il écrit : « Ici au Québec, on a le ROQ. Hors Montréal point de salut, semblent se dire les nouveaux arrivants et dont Immigration Canada a bien mal préparé leurs intégrations au fait français du Québec, à son histoire, à son patrimoine religieux, quadricentenaire ».  À propos des immigrants, Monsieur Paquette, citant le cas de la minière Breakwater située dans le Nord-du-Québec, critique le fait qu'une entreprise préfère faire immigrer des travailleurs étrangers pour les faire travailler à plus faible coût, plutôt que d'embaucher des chômeurs de la région.

## Environnement et économie mondialisée
Le Parti République du Québec propose notamment de nationaliser l'éolien, de mettre sur le marché un projet de voiture électrique québécoise et de voter des lois pour protéger le Québec contre les « crimes environnementaux » nationaux et internationaux.  Le parti de Gilles Paquette critique la vision étroite des entreprises qui n'ont pas de préoccupation pour « nos générations futures ».  Gilles Paquette avertit que « l'industrie forestière, agricole, minérale ou issue du pétrole sera citoyenne responsable ou elle sera remplacée ».  
Au mois de mars 2008, le chef du Parti République du Québec a exprimé sa déception face au refus des trois partis représentés à l'Assemblée nationale de ne pas retenir les conclusions du Rapport Pronovost, critiquant par le fait même l'UPA, syndicat agricole québécois, et l'industrie pétrolière Shell.  Dans la même optique, M. Paquette souhaite qu'on privilégie le lait naturel qui n'est pas mélangé à toute sorte de substituts afin de préserver l'économie du terroir québécois.  Enfin, dans une lettre ouverte adressée au président de Cuba Fidel Castro à la suite d'un article qu'il avait écrit dans le quotidien Granma, Gilles Paquette critique l'alliance implicite entre le premier ministre canadien Stephen Harper et le président des États-Unis George W. Bush, sans consultation des provinces, concernant la production d'éthanol issu du maïs transgénique, alors que la production de cette céréale nécessite la surexploitation des sols.

« Comme vous le rappelez dans cet article, ce sont les entreprises les plus puissantes, pour lesquelles tout fonctionne à partir de la consommation d'électricité et de combustibles, seront les seules bénéficiaires. J'ajoute que cette relance du profit à court terme ne profitera qu'aux actionnaires privilégiés au détriment du bien commun.
Une république n'est-elle pas, par définition même, rebelle devant toute forme de monopole du pouvoir ou de marché pour que le peuple bénéficie de la multitude des avantages qu'offre l'économie de marchés alternatifs tels que : l'hydrogène, l'énergie hydraulique, marémotrice, solaire, éolienne ou thermique issue de toute biomasse recyclée incluant nos ordures ménagères ? En somme l'énergie est partout mais la monoculture et les monopoles de marché semblent être l'apanage des Bush et de leurs descendants. »

Dans un même ordre d'idée, les républicains sont très critiques vis-à-vis du projet de port méthanier Rabaska et de sa couverture médiatique.  

« Tenez, un exemple du pouvoir de l'information de la part d'un certain holding médiatique que je dénoncerai toujours. Je pense au projet Rabaska. je comprends maintenant pourquoi l'éditorial de La Presse nous traitait de presque peureux face aux grands projets et pourquoi La Presse y était si favorable : C'est que Power Corporation est actionnaire de Gaz de France, principal instigateur du projet méthanier, etc. Regardez bien monter les actions concernées dans ses pages boursières dès que notre Premier ministre aura plié... »

Gilles Paquette estime que le gaz naturel liquéfié pourrait servir de « bombe » pour les terroristes qui voudraient s'en prendre au Québec à cause de la politique pro-américaine du gouvernement fédéral.  Un acte terroriste commis à l'encontre du port méthanier pourrait priver l'Est américain d'électricité puisqu'une ligne à haute tension de l'Hydro-Québec est située tout près.  Plutôt que de se doter de Rabaska, le chef du PRQ croit que le Québec devrait exporter davantage d'énergie propre aux États-Unis.

## Participation électorale

### Élection partielle
Le 24 septembre 2007, le PRQ a participé à une élection partielle qui s'est déroulée dans la circonscription de Charlevoix.  Son candidat, François Robert Lemire, faisait face à six adversaires, dont la chef du Parti québécois Pauline Marois.  Rompant avec la tradition parlementaire, l'Action démocratique du Québec a décidé de présenter un candidat, Conrad Harvey, lors de la même élection afin de s'opposer à la chef de parti en quête d'un siège pour faire son entrée à l'Assemblée nationale.  
En réponse au débat national entourant les «  accommodements raisonnables » au Québec, François Robert Lemire proposa pendant sa campagne de faire subir un « examen de compatibilité » aux personnes immigrantes, à la suite d'une formation de cinq ans en français, en culture, en géographie et en histoire.  En cas d'échec, l'individu devrait retourner à ses frais dans son pays d'origine.  Considérant que, selon lui, les immigrants profitent de façon abusive des soins de santé gratuits, de l'assurance chômage et du bien-être social, il propose d'« interdire l’accès à l’aide sociale et aux soins de santé aux immigrants qui n’ont pas travaillé 5 ans à temps plein ».

### Élection générale
Le chef du Parti République du Québec, Gilles Paquette, est le seul candidat du parti à participer aux élections générales du 8 décembre 2008.  Il se présente dans la circonscription de Vaudreuil. À la suite de la reconnaissance du parti par le directeur général des élections, Régent Millette et Marie-Ange Germain, qui furent respectivement candidats du Parti démocratie chrétienne du Québec en 2003 et du Parti vert du Québec en 2007, avaient pourtant affirmer qu'ils entendaient défendre les couleurs du nouveau parti lors des prochaines élections générales.
Le chef du PRQ a terminé septième et dernier dans sa circonscription avec 140 votes (0,48 %).
| Élection                    | Nombre de candidats | Nombre de sièges | % des votes |
| --------------------------- | ------------------- | ---------------- | ----------- |
| partielles 2007 (septembre) | 1 / 1               | 0                | 0,27 %      |
| générales 2008 (décembre)   | 1 / 125             | 0                | 0,00 %      |